# Décès en septembre 1988
Décès
- 1984
- 1985
- 1986
- 1987
- 1988
- 1989
- 1990
- 1991
- 1992

Pour une information complémentaire, voir la page d'aide.

| Date         | Nom                | Activités                                                             | Âge | Source |
| ------------ | ------------------ | --------------------------------------------------------------------- | --- | ------ |
| 7 septembre  | Pietro Conti       | homme politique italien                                               | 59  | (it)   |
| 7 septembre  | Raymond Dubly      | footballeur international français                                    | 94  |        |
| 16 septembre | Richard Paul Lohse | peintre et graphiste suisse                                           | 86  |        |
| 19 septembre | Călin Alupi        | peintre roumain associé au mouvement post-impressionniste             | 82  |        |
| 20 septembre | Roy Kinnear        | acteur anglais                                                        | 54  |        |
| 20 septembre | Sam Woodyard       | batteur de jazz américain                                             | 63  |        |
| 22 septembre | Eugène Reuchsel    | pianiste, organiste et compositeur français                           | 87  |        |
| 24 septembre | Albert Muis        | peintre néerlandais                                                   | 74  |        |
| 25 septembre | Francis De Sales   | acteur américain                                                      | 76  |        |
| 26 septembre | Branko Zebec       | joueur international et entraîneur de football yougoslave puis croate | 59  |        |
| 27 septembre | Teofilo Camomot    | archevêque philippin, vénérable                                       | 74  |        |
| 30 septembre | Paul Girol         | peintre, graveur à la pointe sèche et dessinateur français            | 77  |        |